# Westlaren
Westlaren is een voormalig dorp in Drenthe en is nu een woonwijk van het Drentse dorp Zuidlaren. Westlaren ligt tussen Dennenoord en Schipborg en grenst daarmee aan de gemeente Aa en Hunze.

## Geschiedenis
Na de bouw van het psychiatrisch ziekenhuis Dennenoord in 1895 ontstond de behoefte aan woonruimte in de directe omgeving. Dit leidde tot het ontstaan van de nederzetting Westlaren, zonder dat deze naam toen overigens gebruikt werd. Pas halverwege de 20e eeuw werd, naar analogie van de namen Zuid- en Noordlaren, de naam Westlaren voor het gebied bedacht. Het gebied ter hoogte van het viaduct (N34) over de Stationsweg werd door de lokale bevolking "Duvelsoord" genoemd. De acht huizen die hier vroeger stonden zijn eind jaren 50 gesloopt voor de aanleg van de N34.
Vanaf 1927 ontwikkelde de voormalige gemeente Zuidlaren nieuwe uitbreidingsplannen vanwege het ontbreken van voldoende bouwterreinen. In 1934 werd ook het gebied van het dorp Westlaren bij deze uitbreidingsplannen betrokken. Het duurde echter nog tot 1943, midden in de Tweede Wereldoorlog, voordat er een goedgekeurd bestemmingsplan voor Westlaren werd vastgesteld door de toenmalige Commissaris der provincie Drenthe.

## Voorzieningen
Westlaren beschikt over enkele winkelvoorzieningen, waaronder een buurtsuper. In de wijk staat de 'De Kandelaarkerk', de in 1966 gebouwde Nederlandse Gereformeerde kerk van Zuidlaren.
Dorpen: Bunne · De Groeve · De Punt · Donderen · Eelde · Eelderwolde · Midlaren · Oudemolen · Paterswolde (deels) · Taarlo · Tynaarlo · Vries · Winde · Yde · Zeegse · Zeijen · Zuidlaarderveen · Zuidlaren (Schuilingsoord · Westlaren)

Buurtschappen: Bokkenstreek · Bruilweering (deels) · Halfweg · Luchtenburg · Oosterbroek · Plankensloot · Schelfhorst · Zuideinde

Drenthe: Steden en dorpen      Nederland: Provincies · Gemeenten